# Rutherford Birchard Hayes
Rutherford Birchard Hayes (4 d'octubre de 1822, Delaware, Ohio- 17 de gener de 1893, Fremont, Ohio) va ser un polític nord-americà, advocat, cap militar i el dinovè president dels Estats Units (1877-1881). No es va tornar a presentar a les eleccions presidencials de 1880, mantenint la seva promesa que no es presentaria en un segon mandat. Hayes va morir a conseqüència de complicacions després d'un atac cardíac, a Fremont, Ohio el 1893.

## Joventut
Hayes va néixer a Delaware (Ohio). Els seus pares van ser Rutherford Hayes (4 de gener de 1787, Brattleboro, Vermont - 20 de juliol de 1822, Delaware, Ohio) i Sophia Birchard (15 d'abril de 1792, Wilmington, Vermont - 30 d'octubre de 1866, Columbus, Ohio) i va ser el menor de quatre fills, tot i que dos d'ells, Lorenz (1815-1825) i Sarah Sophia (1817-1821) van morir en la infantesa. El seu pare va morir poc abans que ell nasqués i un oncle, Sardis Birchard, va viure amb la família i va fer de tutor. Rutherford va assistir a l'escola pública i a l'Acadèmia Metodista de Norwalk. Es va graduar en el Kenyon College a Gambier l'agost de 1842, i a la Harvard Law School el gener de 1845. Va ser admès en l'associació d'advocats el 10 de maig de 1845, i va començar la pràctica professional a Lower Sandusky, l'actual Fremont. Posteriorment, el 1849, es va traslladar a Cincinnati, Ohio.

### Guerra Civil

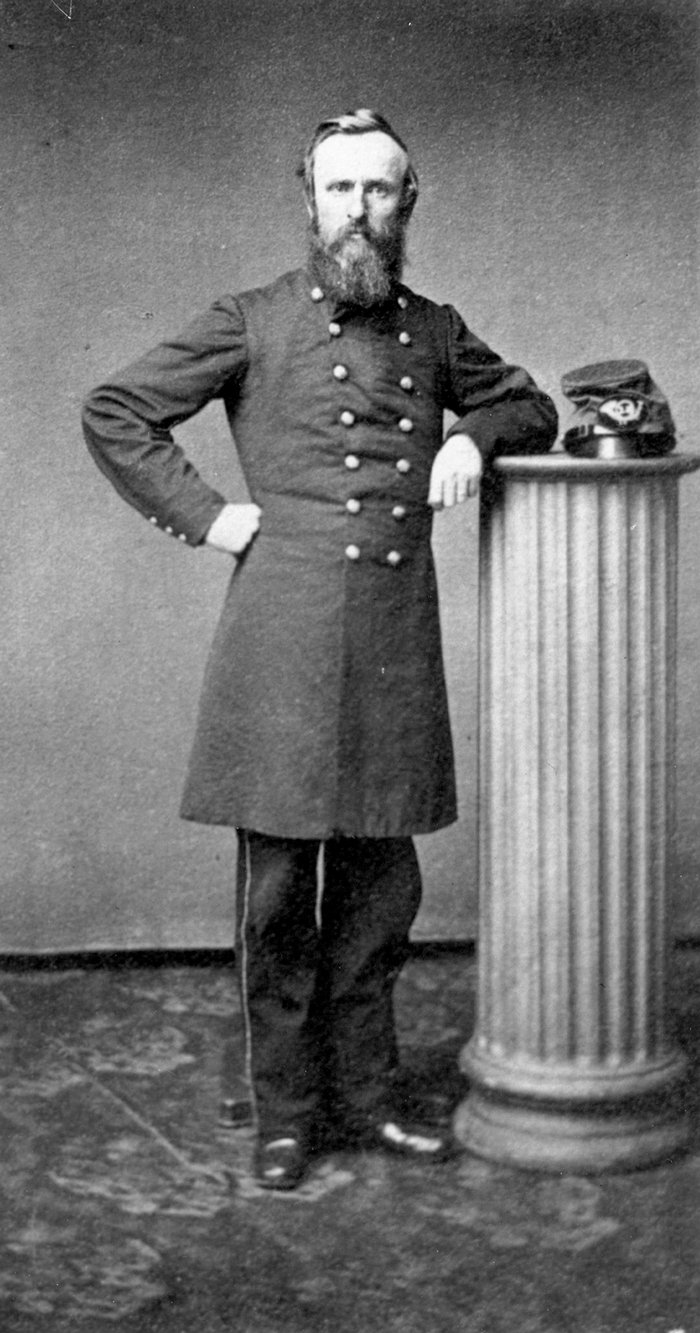
Hayes amb uniforme militar el 1861

Malgrat tenir gairebé 40 anys quan va esclatar la Guerra Civil nord-americana, Hayes va lluitar durant tres anys com a voluntari i, des del juliol de 1861, amb el càrrec de major del 23è regiment d'infanteria de voluntaris d'Ohio, tot i no tenir experiència militar. El van ascendir a tinent coronel el novembre de 1861, i va ser ferit a Fox Gap, en la batalla de South Mountain, quan una bala de mosquet el va tocar al braç esquerre, per sobre del colze. La bala li va fracturar l'os però, per sort, no el va estellar, fet que hagués implicat l'amputació del membre. El van ascendir a coronel el 24 d'octubre de 1862, i va comandar una brigada en la batalla de Cloyd's Mountain. Posteriorment, el 9 d'octubre de 1864, va ser general de la brigada de voluntaris, durant la campanya de Shenandoah Valley i, el 3 de març de 1865, aconseguí el nomenament de general major.

### Governador per Ohio
El 1864, durant la campanya a Shenandoah, Hayes va rebre la nominació republicana per al congrés, i va ser elegit en els congressos 39è i 40è, en el període que va des del 4 de març de 1865 al 20 de juliol de 1867. Quan va renunciar, va ser nomenat governador per Ohio, i ho va ser des 1868 a 1872; va fracassar com a candidat en les eleccions del 43è congrés però, més endavant, va tornar a ser governador des de gener de 1876 fins al 2 de març de 1877.

## Eleccions de 1876

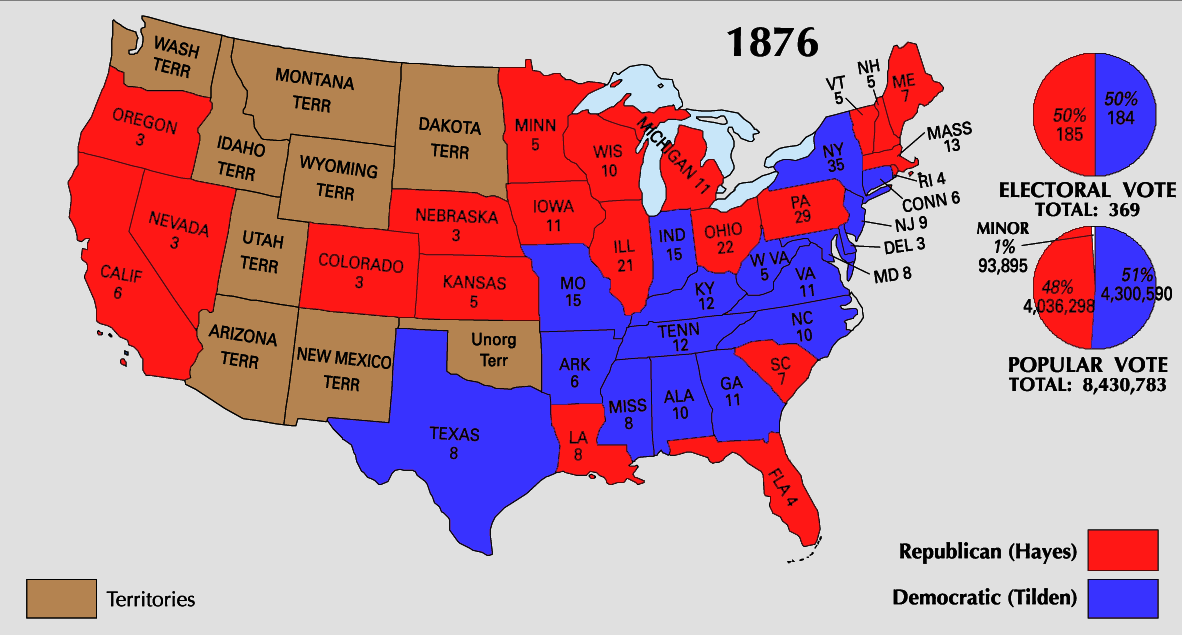
Vots electorals per estat, a les eleccions presidencials del 1876.

Hayes es va convertir en president després d'uns anys tumultuosos i plens d'escàndols durant l'administració d'Ulysses S. Grant. Tenia una reputació de polític honest que va consolidar en els anys de la guerra civil. Com a governador d'Ohio, la seva escrupolositat va arribar a desorientar, fins i tot, als seus aliats polítics, i li van posar el sobrenom de Old Granny; era famós per la seva qualitat de no ofendre ningú. Així i tot, el seu oponent en les presidencials, el demòcrata Samuel J. Tilden, era el favorit per guanyar les eleccions i, de fet, va guanyar el vot popular per uns 250.000 vots (amb uns 8,5 milions de votants en total).Hoogenboom 1995, p. 214
Els vots dels col·legis electorals de quatre estats van ser impugnats. Per guanyar, els candidats havien de reunir 185 vots: Titllin no ho va aconseguir per només un vot, ja que va obtenir 184 vots; Hayes en va aconseguir 165, amb 20 vots que representaven els quatre estats on va haver-hi les impugnacions. Per empitjorar les coses, tres d'aquests estats (Florida, Louisiana, i Carolina del Sud) eren del sud, que encara estava sota ocupació militar; el quart va ser Oregon.
Per decidir pacíficament els resultats finals, les dues cases del Congrés van establir una comissió electoral per investigar i decidir el vencedor real. La comissió estava constituïda per 15 membres: cinc de la Casa, cinc del Senat i cinc de la Cort Suprema. A més, la comissió era bipartidista i consistia en 7 demòcrates, 7 republicans i un vot "frontissa" de Joseph Page Bradley, un jutge de la Cort Suprema. Bradley, tanmateix, era un republicà de cor i d'aquesta manera la decisió va seguir les línies dels partits: 8 van votar per Hayes i aquest va guanyar les eleccions.

## Presidència (1877-1881)
Com el 4 de març de 1877 era un diumenge, Hayes va fer el jurament de presa de possessió del càrrec el 3 de març, a la cambra vermella de la Casa Blanca. Va tornar a realitzar el jurament de presa de possessió públicament el 5 de març al pòrtic del Capitoli dels Estats Units, i va presidir el país fins al 3 de març de 1881.
En els assumptes d'interior, a part de la reconciliació amb els estats del Sud, va realitzar una administració excel·lent, sempre mostrant un president decidit a tenir bones relacions amb el congrés: la represa de la producció de monedes, principalment or, donant suport al paper moneda i els bons que van finançar la guerra, i el començament de la reforma del servei civil.
Pel que fa a la política exterior, el 1878, Argentina va demanar a Hayes que actués com a àrbitre en la guerra de la Triple Aliança entre Argentina, Brasil i l'Uruguai contra el Paraguai. Els argentins esperaven que Hayes els donaria la regió del Gran Chaco; tanmateix, Hayes va decidir a favor dels paraguaians. La seva decisió el va convertir en un heroi al Paraguai, i van anomenar una ciutat, Vila Hayes, i un departament, President Hayes, en el seu honor.